# Staré Sedlo (Orlík nad Vltavou)
Staré Sedlo je vesnice, část obce Orlík nad Vltavou v okrese Písek v Jihočeském kraji. Nachází se asi půl kilometru jihozápadně od Orlíka nad Vltavou. Obec tvoří dvě části, které jsou od sebe odděleny silnicí I/19 vedoucí na Žďákovský most - původní Staré Sedlo a novější Višňovka. Je zde evidováno 162 adres. V roce 2011 zde trvale žilo 243 obyvatel.
Staré Sedlo leží v katastrálním území Orlík nad Vltavou o výměře 9,04 km².

## Historie
První písemná zmínka o vesnici pochází z roku 1352. Osada Staré Sedlo je zmiňována již koncem 13. století[zdroj?] jako farní obec s kostelem a od nejstarších dob označována jako městys, ale její význam nikdy nepřevyšoval nějak zřetelně význam okolních vesnic.

## Obyvatelstvo
| Rok            | 1869 | 1880 | 1890 | 1900 | 1910 | 1921 | 1930 | 1950 | 1961 | 1970 | 1980 | 1991 | 2001 | 2011 | 2021 |
| -------------- | ---- | ---- | ---- | ---- | ---- | ---- | ---- | ---- | ---- | ---- | ---- | ---- | ---- | ---- | ---- |
| Počet obyvatel | 577  | 628  | 655  | 607  | 584  | 535  | 466  | 364  | 389  | 324  | 257  | 269  | 290  | 243  | 239  |
| Počet domů     | 74   | 77   | 81   | 76   | 91   | 93   | 102  | 120  | 120  | 90   | 89   | 126  | 139  | 144  | 148  |

## Obecní správa
Při sčítání lidu v letech 1850–1879 Staré Sedlo bylo osadou obce Orlík nad Vltavou v okrese Písek. V letech 1880–1962 bylo samostatnou obcí v okrese Písek. Od roku 1963 je opět částí obce Orlík nad Vltavou v okrese Písek.

## Pamětihodnosti
- Na náměstí stojí původně gotický kostel svatého Prokopa postavený ve 14. století. Byl dvakrát přestavován, do dnešní zbarokizované podoby byl převeden v polovině 18. století. V současné době je uzavřen, mše probíhají v kapli na faře.
- Budova fary se nachází v těsném sousedství kostela na náměstí a je vedená v Seznamu kulturních památek v okrese Písek.
- Mezi farou a kostelem svatého Prokopa se nachází dřevěný kříž s Kristem malovaným na plechu.
- Před farou je k vidění i historický kamenný pranýř. Pranýř je také vedený v Seznamu kulturních památek v okrese Písek.
- Socha svatého Prokopa se nalézá před budovou fary a kostelem svatého Prokopa na náměstí. Socha je vedená v Seznamu kulturních památek v okrese Písek.
- Proti budově fary se v parčíku nachází pomník padlého Jana Ramajzla. Pomník byl na toto místo přesunutý ze zatopené vesnice Žďákov.
- Pomník padlým spoluobčanům v první světové válce se nachází na místním hřbitově. Veliký kamenný památník tvoří dominantu místního hřbitova.
- V seznamu kulturních památek v okrese Písek je vedená usedlost čp. 21, která se nachází na náměstí.
- Výklenková kaple svatého Vojtěcha se nachází vpravo u staré cesty ze vsi do zámku.[10]
- Kaple svatého Jana Nepomuckého se nachází přímo u parkoviště k zámku, poblíž domu čp. 125.[10] Jde také o výklenkovou kapli, která je vedená v Seznamu kulturních památek v okrese Písek.
- Kaple Nanebevzetí Panny Marie je také výklenková a nachází se u komunikace z obce ve směru na Kožlí.[10]
- Zděná boží muka zasvěcená svatému Divišovi jsou u komunikace z Orlíka na Probulov. Ve výklenku je tento nápis: S radostí vzhůru se svatým Divišem.[11] Tato boží muka jsou také vedená v Seznamu kulturních památek v okrese Písek.
- Vedle této drobné sakrální stavby se nachází pomník padlým v druhé světové válce.
- Zděná čtverhranná boží muka jsou poblíž křižovatky na Orlík–Lety–Kožlí.[12]
- Při staré cestě k Žďákovu se nalézá brzdový kámen, který je také vedený v Seznamu kulturních památek v okrese Písek.

## Osobnosti
- Bohdan Kasper (1891–1941), důstojník československé armády, odbojář popravený nacisty

## Galerie

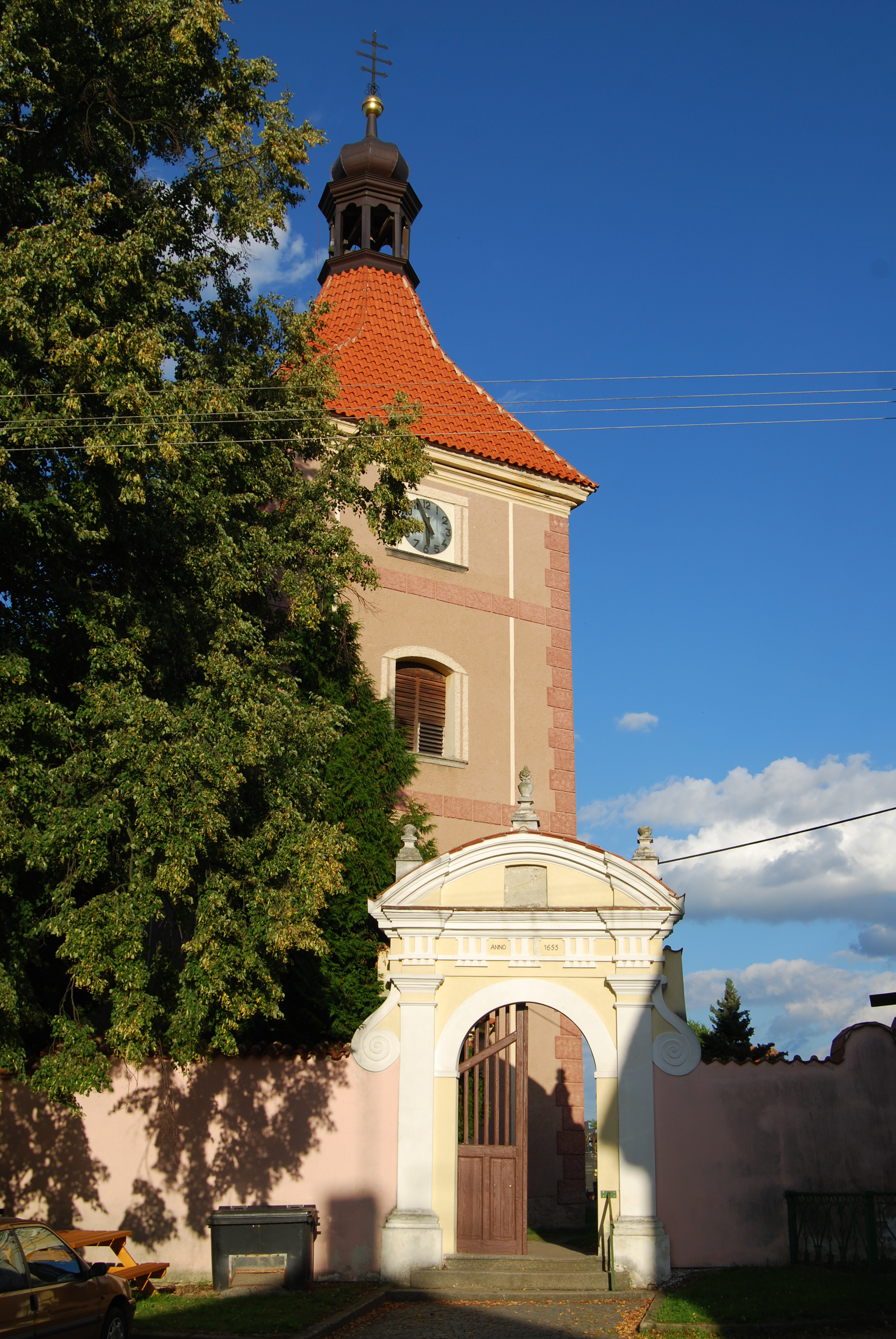
Kostel svatého Prokopa
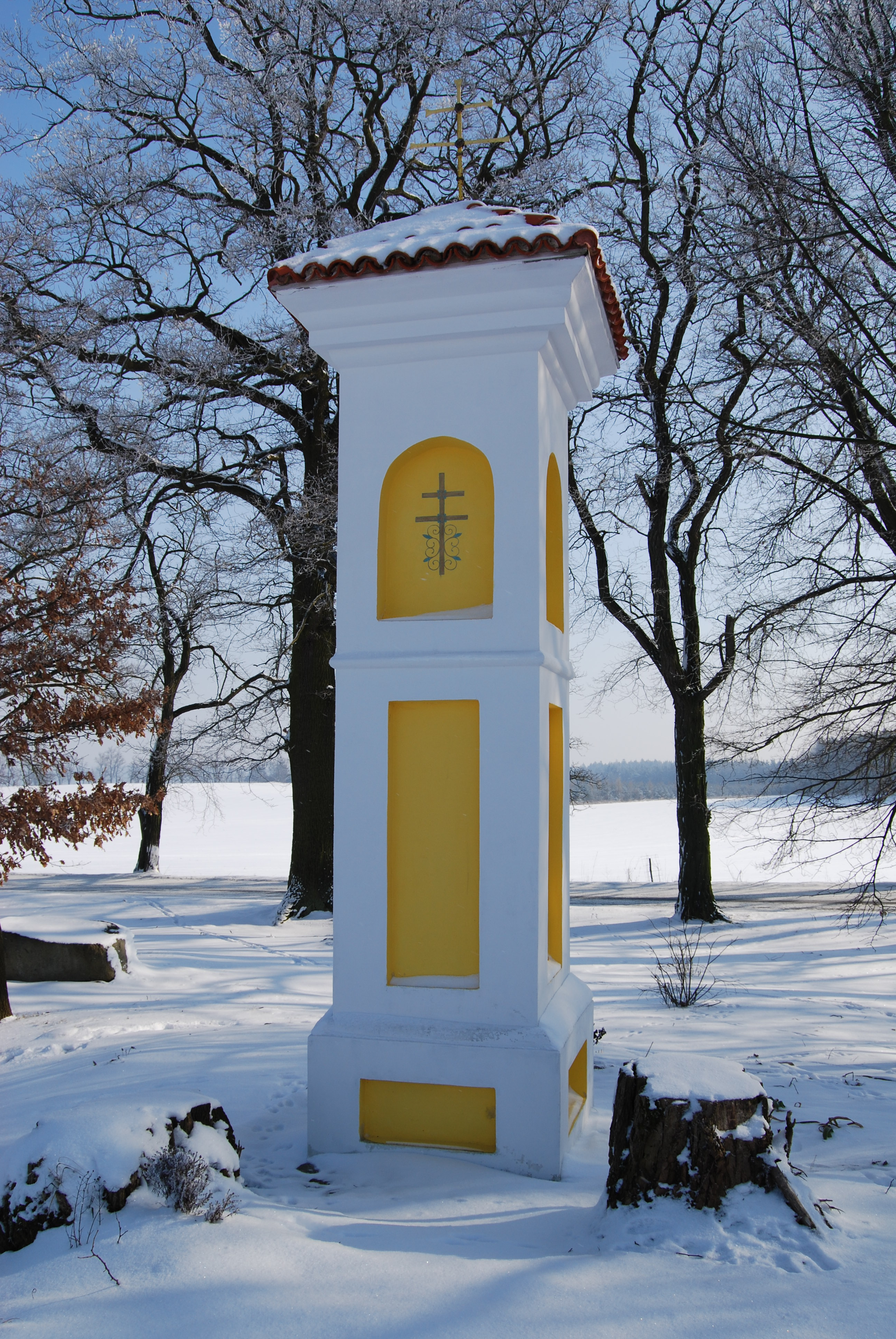
Boží muka svatého Diviše
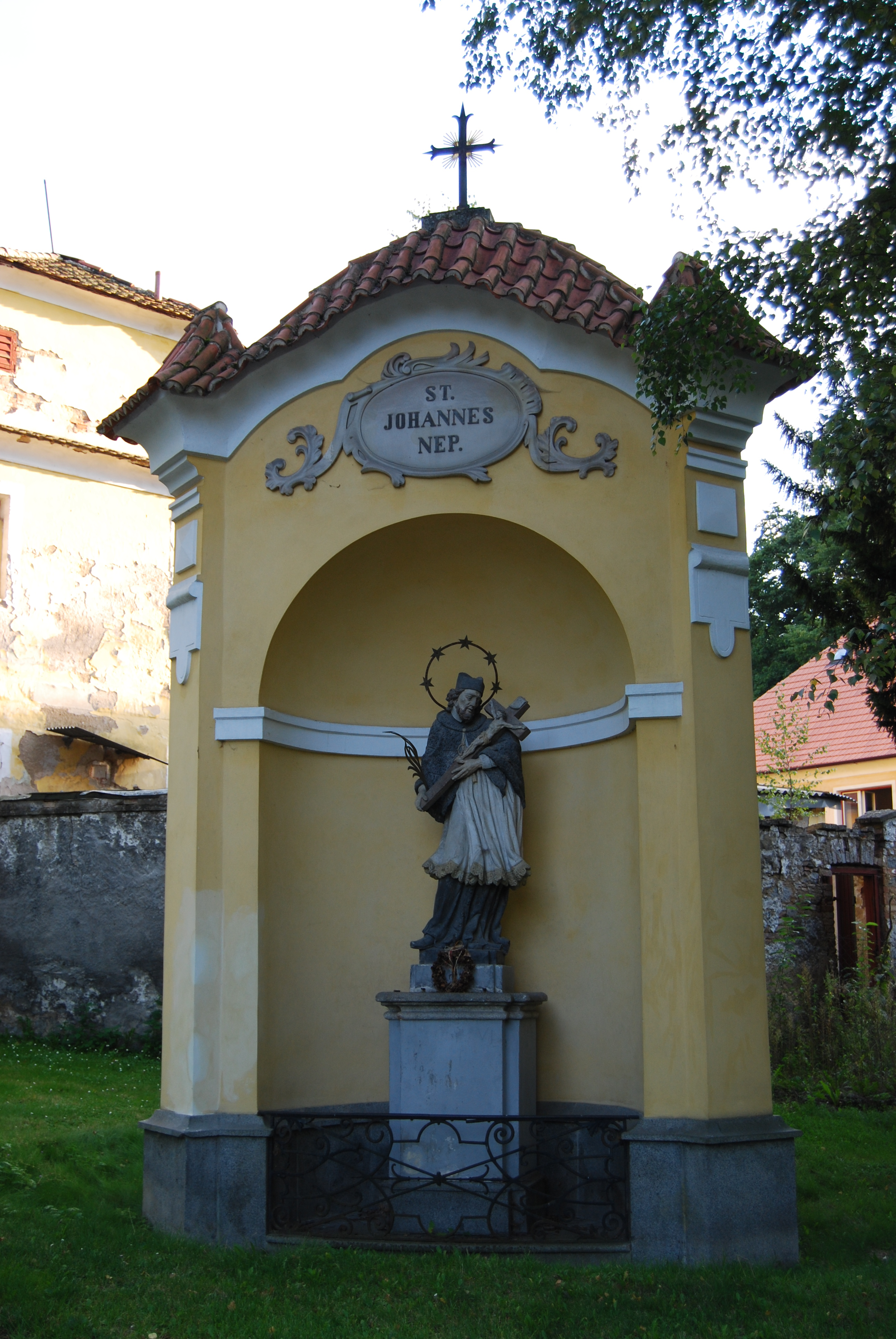
Kaple svatého Jama Nepomuckého
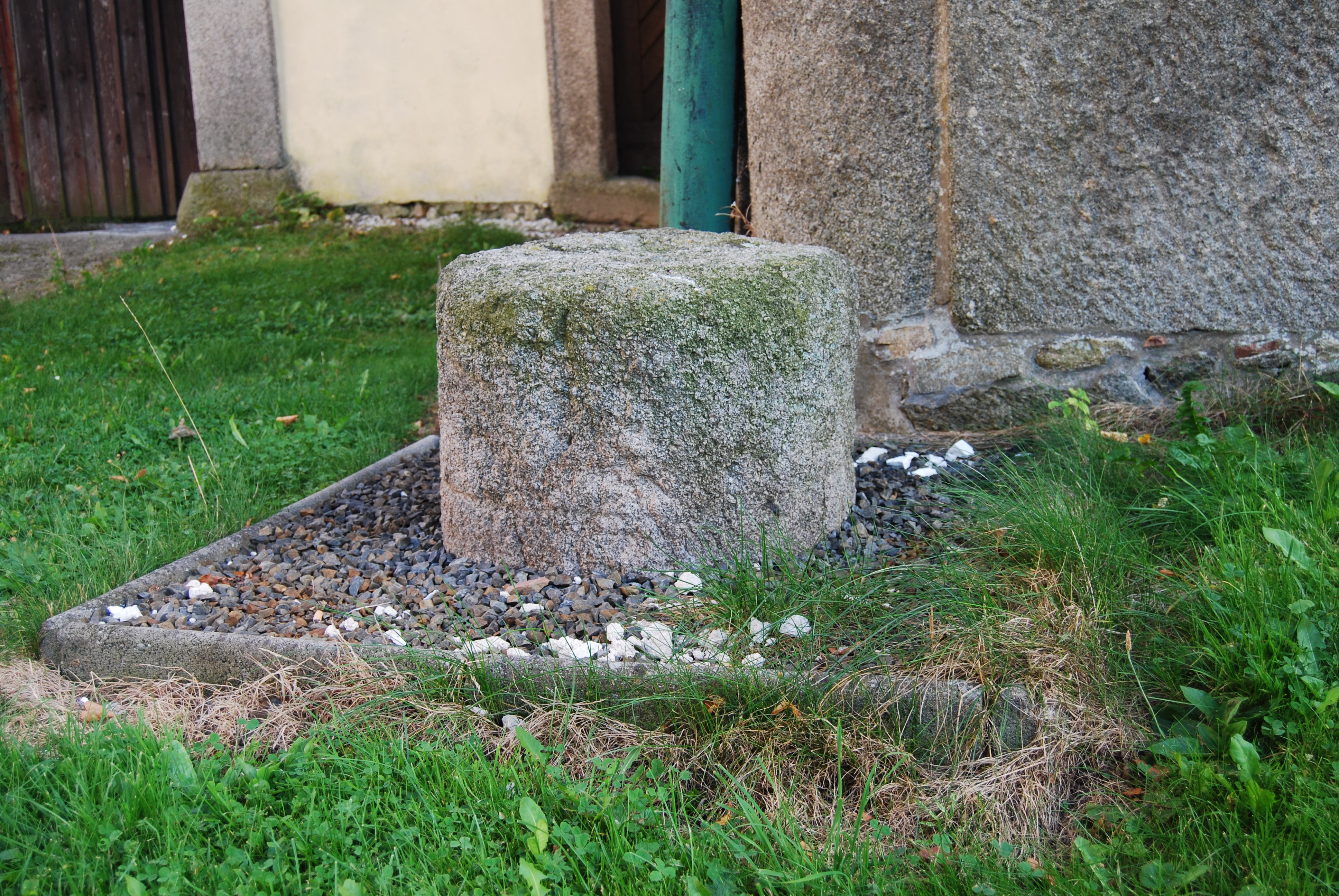
Pranýř
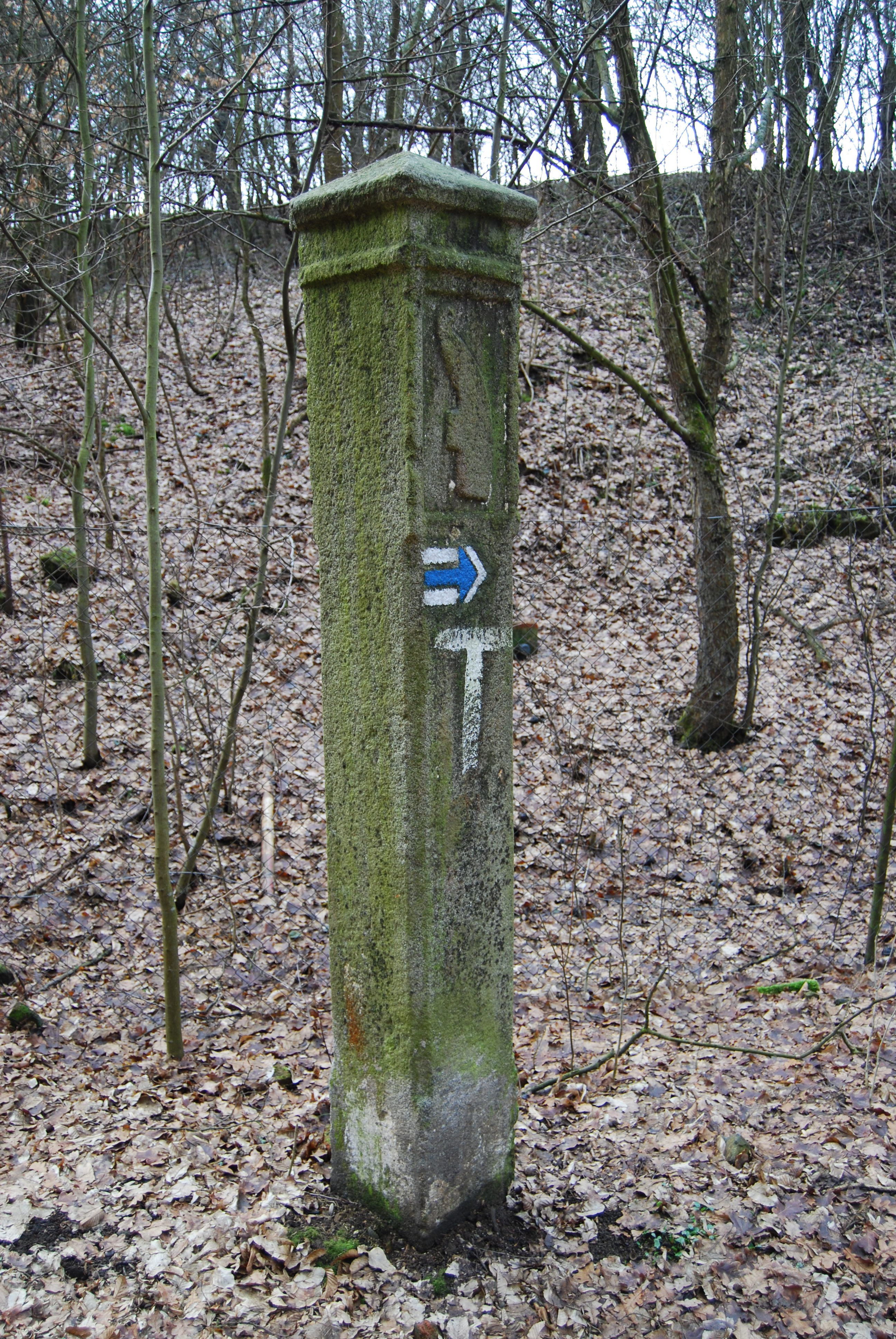
Brzdový kámen